# Glaucis dohrnii
L'eremita becco a uncino, eremita uncinato o colibrì dal becco curvo (Glaucis dohrnii Mulsant, 1852) è un uccello della famiglia Trochilidae, diffuso in Sud America.

## Morfologia
Assomiglia molto al Glaucis hirsutus ma ha un becco più marcato e la coda rossa.

## Distribuzione e habitat
È endemico del Brasile e il suo areale comprende gli stati di Espírito Santo e di Bahia.

Areale

Il suo habitat tipico è la foresta.